# Ventanas
Ventanas – miasto w Ekwadorze, w prowincji Los Ríos. Według spisu ludności z 28 listopada 2010 roku miasto liczyło 38 168 mieszkańców. 